# Modernes Maximum
Das Moderne Maximum wurde von Sami Solanki, Ilya G. Usoskin und Kollegen als eine Periode ungewöhnlich hoher Sonnenaktivität beschrieben, die mit dem 15. Sonnenzyklus im Jahr 1914 begann. Das Moderne Maximum erreichte seinen Höhepunkt im 19. Sonnenzyklus  in den späten 1950er Jahren und endete möglicherweise mit dem Höhepunkt des 23. Sonnenzyklus  im Jahr 2000, da während des 24. Sonnenzyklus  allenfalls eine sehr gedämpfte Sonnenaktivität aufgezeichnet werden konnte. Ein alternatives vorgeschlagenes Ende des Modernen Maximum ist 2007, mit der Abschwungphase des 23. Zyklus.  Die mäßige Sonnenaktivität des 24. Sonnenzyklus  in den 2010er Jahren markiert eine neue Periode geringerer Sonnenaktivität.
Das Moderne Maximum erreichte sowohl in den 1950er Jahren als auch  in den 1990er Jahren einen  Höhepunkt.